# Praon abjectum
Praon abjectum är en stekelart som först beskrevs av Alexander Henry Haliday 1833.  Praon abjectum ingår i släktet Praon och familjen bracksteklar. Arten är reproducerande i Sverige. Inga underarter finns listade i Catalogue of Life.